# 晴れるYA!
「晴れるYA!」（はれるヤ）は、日本のダンスロックバンド・DISH//の2作目のシングル。Sony Recordsから2013年10月16日に発売された。

## 概要
- 前作『I Can Hear』から約4ヶ月振りのリリース。
- CDは初回生産限定盤A・B、通常盤の3形態で発売。
- 表題曲「晴れるYA!」は、テレビ朝日系全国放送『Break Out』の2013年10月度オープニング・トラックである。
- 初回生産限定盤Aの特典DVDには、「晴れるYA!」のMV & メイキングを収録。
- 初回生産限定盤Bの特典DVDには、「台湾キャンペーンオフショット映像」を収録。

## 収録曲

### CD
1. 晴れるYA!
作詞・作曲：小倉しんこう　編曲：小倉しんこう、梅原新
  - テレビ朝日系全国放送『Break Out』2013年10月度 オープニング・トラック
2. 恋するSPY
作詞・作曲：APAZZI　編曲：APAZZI、渡辺拓也
3. デート@ショッピングモール
作詞・作曲：小倉しんこう　編曲：小倉しんこう、梅原新
4. 晴れるYA! 〜Instrumental〜

### DVD

#### 初回生産限定盤A
1. 「晴れるYA!」ミュージックビデオ スペシャルバージョン
2. 「晴れるYA!」ミュージックビデオ メイキング

#### 初回生産限定盤B
1. 「台湾キャンペーンオフショット映像」